# Karol Pazurek
Karol Pazurek (ur. 17 grudnia 1905 w Katowicach, zm. 6 stycznia 1945 w okolicy Miechowa) – polski piłkarz występujący na pozycji napastnika, reprezentant Polski w latach 1927–1935.

## Kariera klubowa
Grę w piłkę nożną rozpoczął w klubie Turngemeinde Katowice. Następnie występował w Pogoni Katowice oraz – podczas odbywania służby wojskowej – w WKS 73 pp Katowice. W 1929 roku przeniósł się do Garbarnią Kraków, gdzie pozostał przez 9 lat. W sezonie 1931 zdobył z tym klubem mistrzostwo Polski. W 1938 roku przez krótki okres występował w Polonii Warszawa. Po wybuchu II wojny światowej grał w założonym przez nazistowskich okupantów zespole DTSG Krakau (Gauliga Generalgouvernement).

## Kariera reprezentacyjna
19 czerwca 1927 zadebiutował w reprezentacji Polski w towarzyskim meczu z Rumunią w Bukareszcie (3:3), w którym zdobył gola. Ogółem w latach 1927–1935 rozegrał w drużynie narodowej 16 oficjalnych spotkań i strzelił 4 bramki. 
Bramki w reprezentacji
| LP | Data                 | Miejsce                            | Przeciwnik | Bramka | Rezultat | Ranga meczu     |
| -- | -------------------- | ---------------------------------- | ---------- | ------ | -------- | --------------- |
| 1. | 19 czerwca 1927      | Stadionul ONEF, Bukareszt          | Rumunia    | 2:3    | 3:3      | Mecz towarzyski |
| 2. | 9 września 1934      | Stadion Wojska Polskiego, Warszawa | III Rzesza | 2:1    | 2:5      | Mecz towarzyski |
| 3. | 14 października 1934 | Stadion JKS, Ryga                  | Łotwa      | 1:0    | 6:2      | Mecz towarzyski |
| 4. | 3 listopada 1935     | Stadionul ONEF, Bukareszt          | Rumunia    | 1:3    | 1:4      | Mecz towarzyski |

## Okoliczności śmierci
Po wybuchu II wojny światowej został wcielony do Wehrmachtu. W styczniu 1945 roku został zastrzelony, gdy w niemieckim mundurze prowadził wojskowy samochód osobowy na trasie Kraków–Jędrzejów.

## Sukcesy
Garbarnia Kraków
- mistrzostwo Polski: 1931